# Gmelina arborea

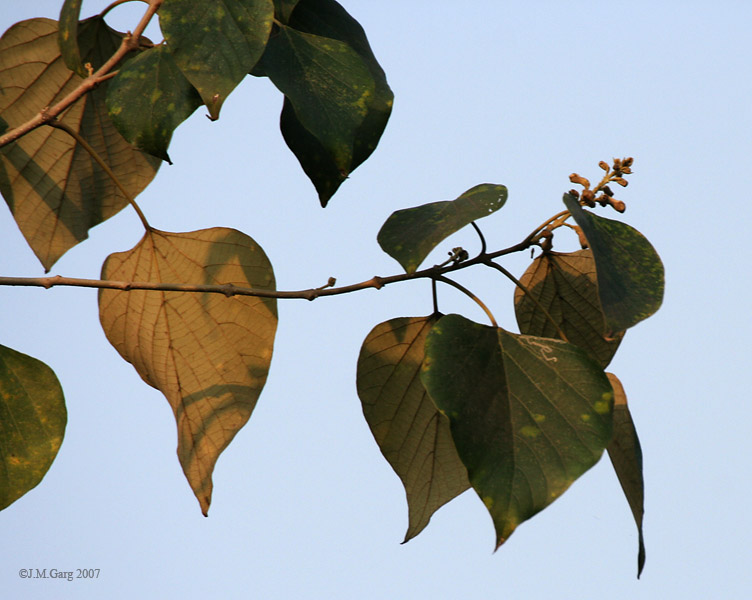
Blätter von Gmelina arborea

Gmelina arborea ist eine Pflanzenart aus der Familie der Lippenblütler (Lamiaceae). Sie stammt aus Südostasien und Indien, wird aber verbreitet in den Tropen angepflanzt.

## Beschreibung
Gmelina arborea ist ein schnellwüchsiger, laubabwerfender Baum, der Wuchshöhen von 12 bis 30, selten auch bis 40 Meter erreicht. Der Stamm ist auf den unteren 6 bis 9 Metern oft astfrei, manchmal schiefwüchsig und die Baumkrone ist breit ausladend. Der Stammdurchmesser erreicht bis zu 80–140 Zentimeter. Die Borke ist grau-braun und relativ glatt bis etwas rau und leicht rissig. Das Holz ist blassgelb gefärbt und weich bis mäßig hart. Die jungen Zweige sind im Querschnitt leicht vierkantig, sie sind dicht braun behaart. Ältere Zweige besitzen eine glatte graubraune Rinde. 
Die gestielten, gegenständigen und ganzrandigen Laubblätter sind einfach, 10 bis 25 Zentimeter lang und 7 bis 20 Zentimeter breit. Der Blattstiel ist 5–15 Zentimeter lang und etwas kurz behaart bis kahl. Am Übergang von Blattstiel zu Blattspreite sitzen einige Drüsen. Die Blattspreite ist breit-eiförmig bis leicht herzförmig, am Grund zum Blattstiel spitz bis stumpf und die Spitze ist spitz bis zugespitzt. An jungen Pflanzen sind die Blätter manchmal entfernt grobgezähnt bis gelappt. Die Blätter sind,  unterseits mehr, leicht, mehr oder weniger samtig behaart bis kahl, sie sind teils Lepidote, Schuppig. Die Nervatur ist meist dreizählig bis handförmig. Die Nebenblätter fehlen meist.
Die 15 bis 30 Zentimeter langen, gestielten Blütenstände sind Thyrsen, sie stehen endständig an den Zweigen, die Blütenstandsachse ist behaart. Die einzelne kurz gestielte, zwittrige und fünfzählige Blüte mit doppelter Blütenhülle ist etwa 4 Zentimeter lang, glockenförmig, orange, gelb und bräunlich gefärbt. Bei den Blütenstielen sind abfallende Tragblätter vorhanden. Der grüne, becherförmige und haarige Kelch ist klein, mit kleinen Spitzen. Die außen und auf den Kronlappen feinhaarige Krone ist zweilippig und in der Kronröhre und auf dem unteren, mittleren und längeren Lappen, fast kahl und gelb. Die vier, etwas vorstehenden Staubblätter sind didynamisch, mit leicht haarigen Staubfäden. Der vierkammerige Fruchtknoten ist oberständig, der Griffel ist lang, mit einer zweilappigen Narbe.
Die Blütezeit erfolgt im Februar bis April, die Fruchtbildung ab Mai bis Juni. Die einförmigen bis rundlichen, ledrigen und glatten, glänzenden Steinfrüchte, mit beständigem Kelch, sind zur Reifezeit gelb und sind etwa 2,5–4 Zentimeter groß. Das grün-gelbliche Fruchtfleisch ist saftig und bitter-süß. Die relativ glatten, meistens 1–2 knochigen Steinkerne sind hellbraun und eiförmig.
Die Chromosomenzahl beträgt 2n = 40.

## Verbreitung und Habitat
Gmelina arborea ist beheimatet in Indien, Südostasien (Myanmar, Thailand, Laos, Kambodscha, Vietnam, Philippinen) und in den südlichen Provinzen Chinas. Der Baum steigt bis in Höhenlagen von 1500 Meter. Als Plantagenbaum ist er im gesamten Tropenraum anzufinden.
Gmelina arborea bevorzugt frische Böden bei 750 bis 4500 mm Jahresniederschlag. Aber auch in trockeneren Regionen mit Trockenzeiten von sechs bis sieben Monaten kann er noch wachsen.

## Verwendung
Die saftigen Früchte sind essbar und bitter-süß. Auch die Blüten werden gegessen.
Das Holz dient für Gartenmöbel, Konstruktionsholz, Wagen-, Sport-, Musik-Instrumente und künstliche Gliedmaßen. Das vielseitig verwendbare Holz hat die Handelsbezeichnung Gmelina, Yemane, Gumhar, Malay beechwood, Mai Saw, So, So-Maeo.
Die Wurzel und Rinde wird pharmakologisch u. a. zur Herstellung von Abführmittel und Mittel zur Verbesserung des Appetits genutzt. Verschiedene Teile des Baumes finden in der Volksmedizin Verwendung: Der Sud der Blätter, Wurzel oder Rinde sowie die Früchte.

## Systematik
Synonyme für Gmelina arborea Roxb. ex Sm. sind Gmelina rheedei Hook., Gmelina sinuata Link, Gmelina oblongifolia Roxb. und Premna arborea Roth.